# Вулиця Едуарда Вільде
Ву́лиця Едуа́рда Ві́льде — вулиця в Дніпровському районі міста Києва, житловий масив Воскресенський. Пролягає від вулиці Остафія Дашкевича до вулиці Ірини Бекешкіної.

## Історія
До 1965 року вулиця була частиною Малинівської вулиці (знаходилася на хуторі Куликове, знесеному в 1970–80-ті роки). У 1965 році набула сучасних меж та назву — на честь естонського письменника Едуарда Вільде.

## Установи та заклади
- Загальноосвітня школа № 184 (буд. № 5).
- Музична школа № 13 імені М. І. Глінки (буд. № 5).

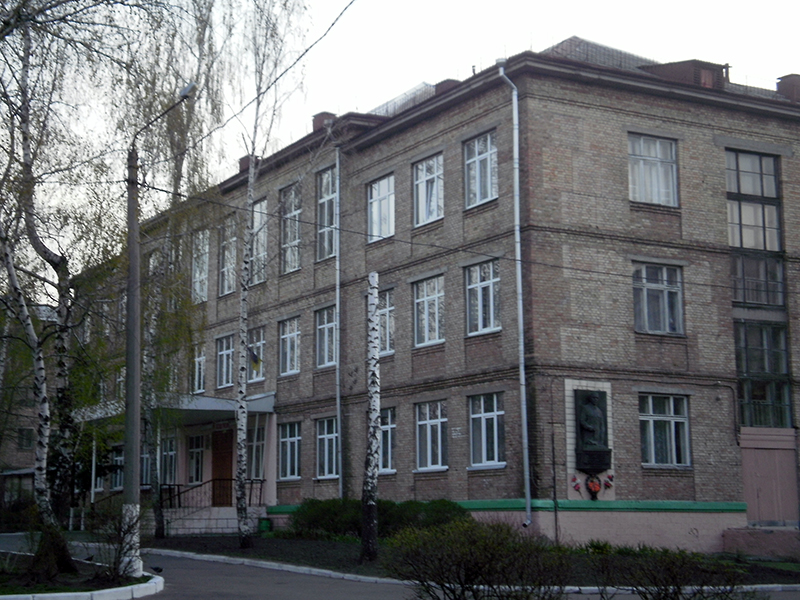
середня школа № 184, типовий проєкт 2-02-73, 1961 р.
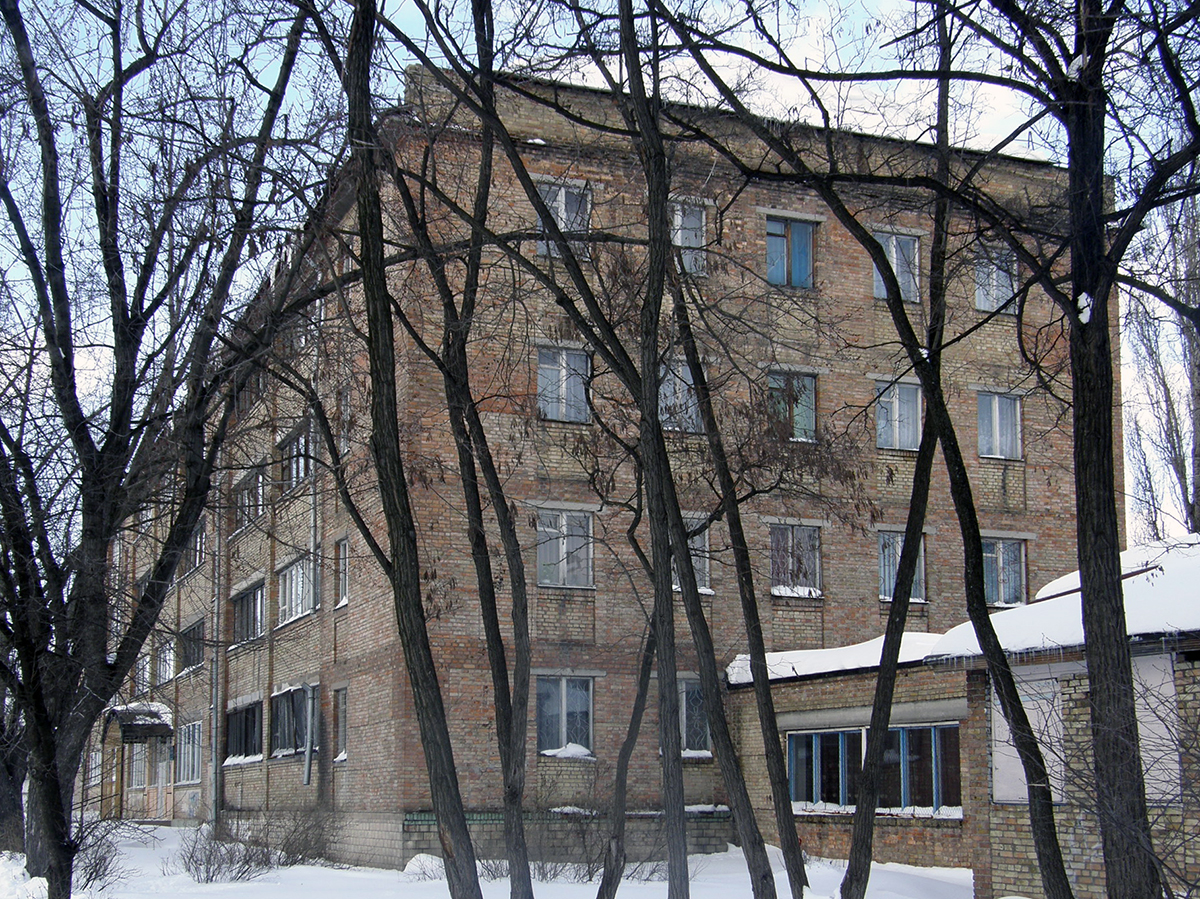
початкова школа № 184 і музична школа № 13, типовий проєкт 2-02-99, 1961 р.